# Joachim Möller-Döling
Joachim Möller-Döling (* 1908; † 27. November 2000) war ein deutscher Offizier in der Wehrmacht und in der Bundeswehr, zuletzt Brigadegeneral.

## Leben
Möller-Döling diente im Zweiten Weltkrieg in der Wehrmacht als Oberst i. G. und war Chef des Generalstabes des LXXII. Armeekorps sowie Oberquartiermeister der Heeresgruppe A.
Nach Gründung der Bundeswehr in der Bundesrepublik Deutschland diente Möller-Döling wieder im Heer und war zuletzt Brigadegeneral im Heeresamt (HA) sowie Befehlshaber des Kommandos Territoriale Verteidigung vom 1. Juni 1957 bis 17. November 1957.

## Auszeichnungen (unvollständig)
- Großes Bundesverdienstkreuz, 1966.